# Stellan Brynell
Bengt Stellan Peter Brynell (* 28. September 1962) ist ein schwedischer Schachspieler.

## Leben
Stellan Brynell wuchs in Malmö auf, wo er das Schachspielen von seinem Vater lernte. Zehnjährig trat er einem Schachverein bei. Als die Familie innerhalb Malmös in den Stadtteil Limhamn-Djupadal zog, wechselte er zum Schachverein Limhamns SK, der für seine intensive Jugendarbeit bekannt ist. Trainiert wurde er dort von Conny Holst (* 1955). Mit dem Verein wurde Brynell in den Saisons 1982/83 und 2012/13 schwedischer Mannschaftsmeister und nahm zweimal am European Club Cup teil. Er hat Ingenieurswesen studiert, ist jedoch Schachprofi.

## Erfolge
1998 wurde er Internationaler Meister. Alle drei Normen erreichte er bei Turnieren im Sommer dieses Jahres. Im November 1998 gewann er das Owens-Corning-Turnier in Wrexham. Seit 2001 ist er Großmeister. Die erste Norm hierfür holte er 1995 in Norwegen, die zweite 1997 in Island. Vierzehnmal konnte er die Malmöer Stadtmeisterschaft gewinnen (Stand: 2007). Die schwedische Einzelmeisterschaft gewann er zweimal: 1991 in Helsingborg und 2005 in Göteborg. Im Juli 2001 gewann er in Örebro gemeinsam mit Thomas Ernst das Turnier zu Ulf Anderssons 50. Geburtstag. Im Dezember 2007 gewann er das Øbro Nytår-Turnier in Kopenhagen. Das Påskturneringen in Norrköping konnte er im März 2008 gewinnen. Den Copenhagen Chess Challenge gewann er im Juni 2009 und erneut im Juni 2010.
Mit der schwedischen Nationalmannschaft nahm er an fünf Schacholympiaden teil (1992 und 1998 bis 2004) mit einem Gesamtergebnis von 16 Punkten aus 33 Partien (+11 =10 −12). Bei der Schacholympiade 2012 war er nichtspielender Mannschaftskapitän sowohl der schwedischen Nationalmannschaft der Männer als auch der Frauen. Seine sechs Mannschaftseuropameisterschaftsauftritte (1989, 1999 bis 2005 und 2011) weisen ein Gesamtergebnis von 17,5 aus 35 auf (+11 =13 −11).
In der deutschen Schachbundesliga spielte er seit der Saison 1998/99 für die Schachfreunde Berlin, die bis November 2005 noch Schachfreunde Neukölln hießen. Bis 2011 war Brynell für die Schachfreunde Berlin gemeldet, er wurde allerdings in der Saison 2010/11 gar nicht und in der Saison 2009/10 nur in der zweiten Mannschaft eingesetzt. Von Berlin wechselte er zum SSC Rostock 07, mit dem er in der Saison 2014/15 in der 1. Bundesliga spielte. In der Saison 2018/19 spielt Brynell für die Schachfreunde Schwerin in der Oberliga Nord. In Dänemark spielt er für den Græsteder Verein Skakklubben Nordkalotten, mit dem er auch am European Club Cup 2017 teilnahm. Er hat auch in der isländischen Mannschaftsmeisterschaft gespielt.
Im Januar 2015 lag er auf dem 20. Platz der schwedischen Elo-Rangliste.